# John y Christopher Wright
John «Jack» Wright (enero de 1568-8 de noviembre de 1605) y Christopher «Kit» Wright (¿1570?-8 de noviembre de 1605) fueron dos hermanos, miembros del grupo de provinciales católicos británicos que planearon la fallida Conspiración de la pólvora en 1605, encaminada a asesinar al rey Jacobo I volando la Cámara de los Lores por los aires. Su hermana, además, se casó con otro de los conspiradores, Thomas Percy.
Educados en la misma escuela de York, los Wright tuvieron el primer contacto con Guy Fawkes, el hombre encargado de los explosivos apilados debajo de la cámara. Recusantes conocidos, fueron arrestados por la policía en diversas ocasiones por motivos de seguridad nacional. Participaron también en la rebelión dirigida por el conde de Essex en 1601.
John fue uno de los primeros en unirse a la conspiración, dirigida por Robert Catesby. Christopher, por su parte, se unió en marzo de 1605. Cerca de la medianoche del 4 de noviembre, Fawkes fue detenido, por lo que John, Christopher y el resto de conspiradores tuvieron que huir a las Tierras Medias, donde esperaban conseguir un apoyo popular suficiente para impulsar un levantamiento. Finalmente, el grupo optó por esperar a las autoridades en Holbeche House, en el límite con el condado de Staffordshire. El 8 de ese mismo mes, el sheriff de Worcester llegó acompañado de un grupo de unos doscientos hombres y ambos hermanos fallecieron en el tiroteo que tuvo lugar.

## Familia y vida antes de 1604
John y Christopher Wright eran hijos de Robert Wright y su segunda esposa, Ursula Rudston, hija de Nicholas y Jane Rudston, de Hayton. El bautizo de John se celebró en Welwick, Yorkshire, el 16 de enero de 1668, mientras que Christopher nació en 1570. Su hermana, Martha, se casó con Thomas Percy en 1591.
Estudiaron en el St Peter's School de York, donde coincidieron con Guy Fawkes, cuyo nombre no se entiende separado de la Conspiración de la pólvora. Aunque aparentemente conformista, el director del colegio, John Pulleine, procedía de una familia noble de recusantes de Yorkshire, y su predecesor en St Peter's había pasado veinte años en prisión precisamente por serlo. También se educaron allí tres sacerdotes católicos: Oswald Tesimond, Edward Oldcor y Robert Middleton. John y Christopher se casaron con Dorothy y Margaret, relativamente. John tuvo una hija, nacida a finales de la década de 1590.
Como medida de precaución, ambos fueron arrestados en 1596, mientras la reina Isabel I convalecía. Fueron encarcelados en la prisión de White Lyon en 1601 por su participación en la rebelión encabezada por el conde Essex. Ambos eran hábiles con las espadas y John, además, tenía reputación de tener mucho coraje. El cura jesuita Oswald Tesimond escribió que poseía «un buen físico y una constitución sana. Más bien alto, sus rasgos eran agradables. Era un tanto taciturno en sus maneras, pero muy leal a sus amigos, si bien estos eran pocos». La apariencia de Christopher era ligeramente diferente a la de su hermano: «de cara diferente, como si fuera más regordete, más alto y con un pelo más claro». De acuerdo con John Gerard, la participación de John en Essex coincidió con su conversión al catolicismo. Apuntó también John solía invitar habitualmente a los curas a Lincolnshire, donde vivía, para su confort espiritual y corporal; el Gobierno, en cambio, veía esto con peores ojos y lo tildaba de «una escuela de traidores». Tras su conversión, John se transformó en «un hombre de vida ejemplar». Dos años más tarde, dado que la salud de la reina empeoraba, el Gobierno, nervioso, se aseguró de que John y Christopher fueran nuevamente encarcelados. El anticuario inglés William Camden los describió «ávidos de innovación». Es posible que Christopher viajara a España en 1603 usando el alias Anthony Dutton para intentar conseguir el apoyo de los católicos ingleses, aunque el biógrafo Mark Nicholls menciona que el papel de Dutton se lo pudieron haber asignado Fawkes y Thomas Wintour, recluido en la Torre de Londres tras el fracaso del complot.

## Conspiración de la pólvora
A comienzos de 1604, Robert Catesby, un católico converso que había perdido la paciencia con la falta de tolerancia mostrada por el rey Jacobo I, invitó a su primo, Thomas Wintour, a una reunión en la que también estuvo presente John. Catesby propuso volar por los aires «el Parlamento con pólvora», matando al rey y a los miembros de su Gobierno, puesto que «es en ese lugar donde nos han hecho tanto daño». Catesby aún confiaba en conseguir ayuda extranjera, por lo que envió a Wintour a la Europa continental para reunirse con el condestable de Castilla. Este también se reunió con el espía galés Hugh Owen, quien le presentó a a Guy Fawkes, un hombre del que Catesby ya había oído hablar. Un quinto conspirador, Thomas Percy, se les unió semanas después. Percy estaba emparentado con la familia Wright, ya que se había casado con la hermana de John, Martha. El grupo se reunió el 20 de mayo de 1604 en la posada de Duck and Drake, localizada en el distrito londinense de Strand. Tras la reunión, hicieron un juramento de confidencialidad sobre un libro de salmos y celebraron una misa en una sala contigua con el padre John Gerard, que desconocía sus intenciones.
De acuerdo con Nicholls, en estas primeras reuniones John mostró «pocos indicios de duda o escrúpulos». Se mantuvo siempre cerca del corazón de la conspiración y trasladó a su familia a Lapworth, en Warwickshire, donde también estabuló caballos. Para marzo de 1605, Christopher ya se había unido a la conspiración también, pero en octubre de ese año, cuando el plan estaba a punto de ser culminado, las autoridades supieron de él gracias a una carta anónima que recibió William Parker, IV barón de Monteagle, en la que se le aconsejaba que se mantuviera lejos del Parlamento. Sin saber con certeza qué significaba, Monteagle se la entregó al Secretario de Estado, Robert Cecil, conde de Salisbury. El sirviente de Monteagle mantenía una estrecha relación con la mujer de Christopher, Margaret, por lo que los conspiradores supieron pronto de la existencia de la carta. Catesby, que por aquel entonces ya se encontraba en White Webbs con los hermanos Wright, decidió que la carta no suponía una amenaza suficiente para abortar el plan y urgió a sus compañeros a seguir adelante con lo esbozado. El 4 de noviembre, Percy visitó a su patrón, Henry Percy, IX conde de Northumberland, para estar al tanto de los rumores concernientes al escrito. Regresó a Londres y les aseguró a John, Thomas, Wintour y Robert Keyes que no tenían nada que temer. Es probable que John partiera esa misma tarde hacia las Tierras Medias, acompañando a Catesby y su sirviente, Thomas Bates, mientras que los demás se situaron en sus posiciones, preparados para la explosión que estaba planeada para la jornada siguiente. Las autoridades condujeron una búsqueda en la Cámara de los Lores alrededor de medianoche y descubrieron a Fawkes, que estaba cuidando la pólvora, en el sótano.
Cuando las noticias de la detención de Fawkes llegaron a sus oídos, Christopher dedujo qué había ocurrido y acudió adonde Thomas Wintour, que se encontraba en la posada Duck and Drake, y exclamó: «nos han destapado». Wintour le ordenó que verificase las noticias y, al confirmar que el Gobierno estaba buscando a Thomas Percy —para el que Fawkes, bajo el alias «John Johnson», aseguraba trabajar—, le urgió a avisarle. Christopher y Percy partieron de Londres juntos, dirección a Dunstable.
Habiéndose reintegrado el grupo en su práctica totalidad, los conspiradores pasaron los siguientes dos días vagando por Warwickshire y Worcestershire, donde intentaron recabar apoyos para una rebelión que según avanzaba el tiempo parecía cada vez más improbable. El 6 de noviembre, el mismo día que colaboraban con una incursión en el Castillo de Warwick para hacerse con vituallas, el lord chief justice John Popham identificó a los hermanos como sospechosos. Esto impulsó a las autoridades a emitir un anuncio público el 7 de noviembre en el que pedían colaboración en la búsqueda de los hermanos y otros conspiradores. El grupo trató de reclutar más rebeldes dispuestos a sumarse a su causa en Hewell Grange, pero el 7 de noviembre, cansados y desesperados, decidieron quedarse en Holbeche House, en el límite con el condado de Staffordshire. A la mañana siguiente, nada más llegar el sheriff, acompañado de unos doscientos hombres, estalló un tiroteo en el que Catesby, Percy y los dos hermanos recibieron disparos. Habrían sobrevivido de tener asistencia médica, pero «las pasiones más bajas» de los hombres del sheriff provocaron que los desproveyeran de sus ropas y les dejaran morir.

### Citas
1. 1 2 3 4 5 6  «Wright, John» (en inglés). Oxford Dictionary of National Biography. Consultado el 2 de agosto de 2018.
2. ↑  Fraser, 2005, p. 57.
3. ↑  Bengsten, 2005, p. 25.
4. ↑  Fraser, 2005, p. 58.
5. ↑  Gerard, 1871, p. 70.
6. ↑  Gerard, 1871, p. 59.
7. ↑  Fraser, 2005, pp. 56-57.
8. ↑  Edwards, 1973, p. 64.
9. ↑  Fraser, 2005, p. 118.
10. ↑  Fraser, 2005, p. 119.
11. ↑  Fraser, 2005, pp. 117-120.
12. ↑  Fraser, 2005, p. 136.
13. ↑  Fraser, 2005, p. 181.
14. ↑  Fraser, 2005, pp. 182, 189.
15. ↑  Fraser, 2005, pp. 199-201.
16. ↑  Fraser, 2005, pp. 179–180, 202–203.
17. ↑  Fraser, 2005, pp. 203–204.
18. ↑  Fraser, 2005, p. 211.
19. ↑  Fraser, 2005, p. 218.
20. ↑  Nicholls, 1991, pp. 19-20.
21. ↑  Haynes, 2005, p. 101.
22. ↑  Fraser, 2005, pp. 224–225.

### Lectura adicional
- Poulson, George (1841), The history and antiquities of the seigniory of Holderness, Thomas Topping, W Pickering.